# (What Is) Love?
"(What Is) Love?" é uma canção da cantora norte-americana Jennifer Lopez, gravada para o seu sétimo álbum de estúdio Love?. Foi escrita e produzida por D'Mile, com auxílio na escrita por Diana Gordon. A sua gravação decorreu nos estúdios Conway Studios, em Hollywood, na Califórnia. Em Maio de 2009, uma versão inacabada do tema acabou por ser colocado na Internet, para descontentamento da compositora principal, Gordon. A música, mais tarde, foi finalizada e lançada a 22 de Abril de 2011 como parte da promoção para a edição do disco, tornando-se single promocional na iTunes Store através da editora discográfica Island Records. Além de pertencer à promoção da carreira musical de Lopez, fez ainda parte da banda sonora do filme de 2010 protagonizado pela própria, The Back-up Plan.
A canção deriva de origens estilísticas do electropop, sendo que o seu arranjo musical consiste no uso de sintetizadores e ainda em acordes de guitarra. Liricamente, o tema retrata a história de uma mulher que desconhece o significado do sentimento amor. "(What Is) Love?" recebeu análises positivas por parte dos profissionais, sendo que alguns dos analistas compararam-na a trabalhos da própria por volta do ano 2003. Devido às vendas digitais, conseguiu entrar e alcançar a 33.ª posição na tabela musical da Espanha e o 97.º lugar como melhor na South Korea Gaon International Chart da Coreia do Sul.

## Antecedentes e lançamento
Após a falta de sucesso comercial e crítico do sexto álbum de estúdio de Lopez, Brave, e a gravidez dos gémeos Max e Emme, a cantora começou a trabalhar em nova música para um projecto futuro em 2008. Em fevereiro de 2009, um novo tema das sessões de gravação foi divulgado na Internet contra vontade dos responsáveis. Lopez comentou o sucedido no seu sítio oficial em Maio, afirmando o seguinte: "Estou sempre empolgada com a minha música e isto ["Hooked on You"] é uma das algumas faixas em que estou a trabalhar de momento. Estou lisonjeada pelo interesse de todos e realmente animada para que oiçam a verdadeira…" "One Love", e a originalmente denominada "What Is Love?", também foram colocadas na rede em Maio. A compositora Wynter Gordon, através do seu blogue pessoal do serviço Myspace, expressou o seu descontentamento pela versão inacabada ter sido divulgada antes do tempo:
| “ | Se o mundo iria ouvi-la, queria que tivesse sido da forma correcta… A história foi dada num especial de televisão, em vez de num filme… triste. | ” |

Inicialmente, as músicas que tinham sido colocadas na Internet serviriam para complementar um álbum de grandes êxitos; que mais tarde se tornou num disco de originais. Em fevereiro de 2010, posteriormente à falta de sucesso comercial de "Louboutins", a cantora decidiu deixar a editora discográfica Epic Records (Sony Music Entertainment) por mútuo consenso. Esta ação teve como consequência a paragem temporária do percurso de produção. No entanto, ao assinar um novo contrato com a Island Def Jam Music Group, todo o processo foi retomado, e Lopez entrou em estúdio com Kuk Harrell para a elaboração de novo material para o trabalho.
Uma versão remasterizada de "(What Is) Love?" foi incluída na banda sonora do filme de 2010 protagonizado pela própria e intitulado The Back-up Plan. Esta mesma edição, foi mais tarde escalada para o alinhamento final do sétimo álbum da artista, Love?. A canção acabou por ser lançada como single promocional em formato digital na iTunes Store a 22 de abril de 2011 nos Estados Unidos e quatro dias depois noutros países, como Espanha e Portugal.

## Estilo musical e letra
"(What Is) Love?" é uma canção de tempo moderado que incorpora elementos de estilo electropop com uma duração de quatro minutos e vinte sete segundos, produzida pelo norte-americano D'Mile. A sua gravação decorreu nos estúdios Conway, Hollywood, na Califórnia, dirigida por Jim Annunziato e assistida por Eric Eylands. A sua composição foi construída com acordes de guitarra, vocais fortes e piano. O tratamento vocal ficou a cargo de Kuk Harrell, Annunziato, Josh Gudwin e o processo de mistura por Mike "Handz" Donaldson. John "J-Banga" Kercy tratou da engenharia Pro-Tools, Anesha Birchett serviu como vocalista de apoio e Shani Gonzales tratou do A&R adicional.
A letra foi escrita por Diana Gordon e Emile Dernst II. Liricamente, o tema retrata a história de uma mulher que desconhece o significado do sentimento amor. A própria compositora, Gordon, declarou na sua conta no Myspace o significado do conteúdo lírico do tema:
| “ | Senti que muitas mulheres têm a mesma história. Sem pais, familiares, namorados e maridos agressivos… sem apoio parental, sentem-se sozinhas… Tive algumas relações e tenho ainda de sentir amor. Escrevi esta canção de uma parte profunda do meu coração. | ” |

A revista US Weekly observou que a letra da música estava a apontar "alguns dedos" aos relacionamentos anteriores de Lopez, através da linha "encontros às cegas" e a declaração que os "músicos são os piores".

## Recepção pela crítica
Após o seu lançamento, a música obteve análises positivas por parte da crítica especializada. Monica Herrera da revista norte-americana Billboard comentou que na canção, Lopez canaliza o seu "circa de 2003". Herrera afirmou ainda que a música teria sido "derrotada se o género fosse outro", dando como exemplo se fosse cantada por Justin Bieber". Robert Copsey do sítio Digital Spy, que apesar de afirmar não ser algo "que tenhamos ouvido antes", revelou que Lopez deixa a sua marca "com o seu glamour e sofisticação sem esforço". Copsey concluiu ainda a sua crítica ao afirmar que a obra era digna "de um lançamento independente". Joey Guerra do diário Houston Chronicle considerou que a melodia e "Starting Over" eram para ser ouvidas pelo género de "amante abandonada".

## Sequela
Uma sequela da obra foi concebida e mencionada numa das festas de pré-lançamento do disco assistida pelos editores da revista Rap-Up, contudo, a faixa foi omitida do alinhamento final de Love?. Intitulada "What Is Love? Part II", a sua produção esteve a cargo do norte-americano Jean-Baptiste em 2009. Acabou por ser divulgada na Internet a 20 de abril de 2013, revelando que contém uma sonoridade "amigável a discotecas" e amostras de "War" por Edwin Starr de 1970. De acordo com Jessica Sager do portal PopCrush, começa onde a canção original acabou: "…provavelmente não é sobre [Marc] Anthony - mas para aqueles que desconheciam a música, é certamente fácil de interpretá-la como tal. Lopez torna-se bastante reveladora no novo tema, ao abordar o divórcio de forma directa e explícita", referiu a analista.

## Desempenho nas tabelas musicais
Após o seu lançamento como single promocional e com apoio das descargas digitais através do disco, a canção conseguiu alcançar a 33.ª posição na tabela musical de Espanha e o 97.º lugar como melhor na South Korea Gaon International Chart da Coreia do Sul.

### Posições
| Tabela musical (2011)                       | Melhor posição |
| ------------------------------------------- | -------------- |
| Coreia do Sul - Korea International Singles | 97             |
| Espanha - PROMUSICAE                        | 33             |

## Créditos
Todo o processo de elaboração da canção atribui os seguintes créditos pessoais:
- Jennifer Lopez – vocalista principal;
- Diana Gordon - composição, vocais de apoio;
- Emile Dernst II - composição, produção;
- Jim Annunziato - gravação musical, gravação vocal;
  - Eric Eylands - assistência;
- John "J-Banga" Kercy - engenharia Pro-Tools;
- Kuk Harrell - produção e gravação vocal;
- Josh Gudwin - gravação vocal;
- Mike "Handz" Donaldson - mistura;
- Anesha Birchett - vocais de apoio;
- Shani Gonzales - A&R adicional.

## Histórico de lançamento
"(What Is) Love?" foi lançada a 22 de abril de 2011 como parte da promoção para a edição do disco, tornando-se single promocional na iTunes Store. Posteriormente, foi disponibilizado na loja da Apple de outros países, como Bélgica, Espanha, Portugal e Suíça.
| País           | Data                | Formato          | Editora discográfica |
| -------------- | ------------------- | ---------------- | -------------------- |
| Estados Unidos | 22 de abril de 2011 | Descarga digital | Island               |
| Bélgica        | 25 de abril de 2011 | Descarga digital | Island               |
| Espanha        | 25 de abril de 2011 | Descarga digital | Island               |
| Portugal       | 25 de abril de 2011 | Descarga digital | Island               |
| Suíça          | 25 de abril de 2011 | Descarga digital | Island               |